# Ridsportgymnasiet
Ridsportgymnasiet (RSG) är en beteckning på en gymnasial utbildning med riksintag i Strömsholm i Västmanland. Utbildningen syftar till att ge en bred yrkesförberedande grundutbildning inom ridsporten. Utbildningen vänder sig till elever som vill bli ridledare eller fördjupa sig i området hästskötsel för ridsport och tävling eller bli tävlingstryttare.